# So What (Jazzstandard)
So What (deutsch: Na und?) ist eine Jazzkomposition von Miles Davis aus dem Jahr 1959. Die erste Fassung wurde auf dem Album Kind of Blue veröffentlicht. Der „leicht zu spielende“ Song wurde „zum Inbegriff des modalen Jazz“ und zu einem Jazzstandard, der „gerne auch von Amateurbands“ gespielt wird.

## Die Komposition
So What ist eines der bekanntesten Beispiele für modalen Jazz, gesetzt im dorischen Modus. Es ist denkbar einfach aufgebaut: „Einer riffartigen Melodie vom Kontrabass antworten Bläser und Klavier mit zwei Akkorden – dies insgesamt sechzehnmal.“ Die Bläserakkorde lassen sich als Antwort (Call and Response) interpretieren. Die Komposition hat keine Durchgangsharmonien, sondern hat stehende Skalen (Modi); sie besteht aus 16 Takten D-dorisch, acht Takten Es-dorisch und acht Takten D-dorisch. Mit seiner Liedform AABA und seinen zweiunddreißig Takten entspricht es formal dem Aufbau des amerikanischen populären Lieds.
Die Klavier- und Bass-Einleitung für das Stück wurde von Gil Evans für Bill Evans und Paul Chambers für Kind of Blue geschrieben. Die markante Intonation von Bill Evans für die Akkorde, ein fünftöniger Akkord mit drei übereinandergeschichteten Quarten und einer Terz darüber, wurde durch den Theoretiker Mark Levine als „So-What-Akkord“ bezeichnet. In e-Moll ist dies beispielsweise der folgende Akkord (Em11):
Die Audiowiedergabe wird in deinem Browser nicht unterstützt. Du kannst die Audiodatei herunterladen.
John Coltrane verwendete die gleiche Akkordstruktur später für seinen Standard Impressions.

## Weitere Aufnahmen
Davis nahm die Komposition noch weitere Male auf, 1961 mit dem Orchester von Gil Evans, 1964 mit George Coleman. Während das Stück auf Kind of Blue in einem sehr moderaten Tempo gespielt wird, wurde es auf späteren Live-Aufnahmen wie Four and More wesentlich schneller gespielt. Zahlreiche Trompeter folgten Davis und nahmen das Stück auf. Bill Evans spielte es mit seinem Trio. George Russell ließ 1987 das Thema weg und baute seine Fassung auf dem Solo von Davis auf.
Im Jahr 1991 nahm die Saxophonistin Candy Dulfer das Lied für ihr Debüt-Album Saxuality auf. Im Jahr 1992 veröffentlichte der Gitarrist Ronny Jordan mit seinem Debütalbum The Antidote eine Acid Jazz Version von So What. Im Jahr 2005 nahm das Larry Coryell Trio das Lied für das Album Electric auf. Der Schlagzeuger Jimmy Cobb gründete 2009 zur fünfzigjährigen Aufnahme von Kind of Blue die So What-Band, mit der er auch auf Tournee ging.

## Fassungen mit Text
Der Sänger Frank Minion nahm das Stück im Januar 1960 mit der Rhythmusgruppe der Ersteinspielung auf. Auf die Basslinie sang er den Text „If I should choose to sing the blues“ antwortete er im Multitrack-Verfahren mit „So what?“. Für Eddie Jefferson betextete Chris Hall das Trompetensolo der Originalfassung für eine Vocalese; hier geht es um Davis und seine Angewohnheit, während der Soli seiner Mitspieler die Bühne zu verlassen.

## Rezeption
Thomas Ward schrieb bei allmusic: „So What opens the album, and it’s arguably it’s most distinctive piece. With a long introduction from bassist Paul Chambers culminating in Davis’ quintessential modal, minimalist solo, So What has become something of a blue print for all modal jazz … The rhythmic style is very free, and although the structure is simple, it reveals new complexities and subtleties in each listen.“ (deutsch: „So What eröffnet das Album, und es ist wohl das markanteste Stück. Mit der langen Einleitung von Paul Chambers, die in Davis minimalistischen Solo gipfelt, gilt So What als eine Blaupause für alle Stücke des modalen Jazz … Der rhythmische Stil ist sehr frei, und obwohl die Struktur einfach ist, eröffnet es jedes Mal neue Komplexität und Feinheiten.“)
Prince bezeichnete So What als einen von 55 Songs, die ihn musikalisch inspiriert haben.